# Miriam Stockley
Miriam Stockley (* 15. dubna 1962 Johannesburg) je britská zpěvačka. Její dílo je ovlivněné jihoafrickou hudbou. Je provdaná za producenta a hudebníka Roda Houisona, se kterým má dvě děti.
Ve svých jedenácti letech založila se svou sestrou Avryl skupinu Stockley Sisters. Později se kvůli rozvoji své hudební kariéry přestěhovala z jižní Afriky do Londýna. Zde se podílela na několika albech a televizních reklamách. Na přelomu 80. a 90. let pracovala Stockleyová jako studiová zpěvačka pro skladatelské a producentské trio Stock Aitken Waterman.
V 90. letech se jako vokalistka účastnila Velké ceny Eurovize (v Dublinu v roce 1997 vyhrála soutěž se skupinou Katrina and the Waves).
Na konci 90. let spolupracovala také s multiinstrumentalistou Mike Oldfieldem. Podílela se na jeho albu The Millennium Bell a zúčastnila se silvestrovského koncertu The Art in Heaven Concert. Spolupráci s Oldfieldem obnovila v roce 2006, kdy působila jako jeho zpěvačka na turné Nokia Night of the Proms, jehož se Oldfield ten rok účastnil.

## Sólová diskografie
1. Miriam (1999)
2. Second Nature (2006)
3. Eternal (2007)